# باندینا، نیوساوت ولز
باندینا (به انگلیسی: Bundeena) یک حومه شهر در استرالیا است که در نیو ساوت ولز واقع شده‌است.